# برنارد جاكسون (لاعب كرة قدم أمريكية)
برنارد جاكسون (بالإنجليزية: Bernard Jackson)‏ هو لاعب كرة قدم أمريكية أمريكي، ولد في 2 أبريل 1985 في لوس أنجلوس في الولايات المتحدة.